# Podem, Plevna
Podem (în bulgară Подем, în trecut Mărtvița) este un sat în comuna Dolna Mitropolia, regiunea Plevna, Bulgaria. Satul a fost locuit de români.

## Demografie
Componența etnică a satului Podem
     Bulgari (95,06%)
     Romi (1,12%)
     Nicio identificare (3,47%)
     Altele (0,78%)
La recensământul din 2011, populația satului Podem era de 892 locuitori. Din punct de vedere etnic, majoritatea locuitorilor (95,06%) erau bulgari, cu o minoritate de romi (1,12%). Pentru 3,47% din locuitori nu este cunoscută apartenența etnică.